# Difoon
Een difoon is een spraakklank die bestaat uit een combinatie van twee opeenvolgende fonen en zodoende gekenmerkt wordt door de aanwezigheid van coarticulatie die de overgang van de ene naar de andere klank kenmerkt. 
Een difoon begint meestal in het midden van de ene foon en eindigt in het midden van de volgende foon. 
Het begrip difoon wordt vooral gebruikt in de spraaksynthese, om het verschijnsel coarticulatie bij de overgang tussen twee klanken goed te begrijpen. Bij het reproduceren van natuurlijke spraak worden de "difoonbouwstenen" met behulp van de PSOLA-methode op prosodisch niveau bewerkt.